# İlyas Yalçıntaş
İlyas Yalçıntaş (* 7. März 1989 in Erzincan) ist ein türkischer Popmusiker.

## Karriere
İlyas Yalçıntaş machte erstmals bei der türkischen Version von The X Factor im Jahr 2014 auf sich aufmerksam, wo er das Publikum und die Jury (u. a. bestehend aus Ziynet Sali und Emre Aydın) beeindruckte.
Ein Jahr später erschien dann die erste erfolgreiche Single İncir in Zusammenarbeit mit dem Enbe Orkestrası. Im Jahr 2015 gewann er zudem einen Altın Kelebek Award in der Kategorie Bester Newcomer. Anfang 2016 wurde schließlich das Debütalbum İçimdeki Duman veröffentlicht. Seitdem hat er eine Reihe von Songs auf den Markt gebracht. Im Jahr 2021 nahm er an dem ABU Radio Song Festival mit dem Song Gel Be Gökyüzüm teil.
Anfang 2025 wurde er zu einer Geldstrafe verurteilt, nachdem er im Jahr zuvor einer Frau über einen Messaging-Dienst beleidigende Nachrichten versendet hat.

## Diskografie

### Alben
- 2016: İçimdeki Duman

### Singles
| - 2015: İncir (mit Enbe Orkestrası) - 2015: Olmazsa Olmazımsın (mit Enbe Orkestrası & Büşra Periz) - 2015: Nefes - 2016: İçimdeki Duman - 2016: Bu Nasıl Veda - 2016: Sadem - 2017: Gel Be Gökyüzüm - 2017: Birlikte Güzel (mit Gülşen & Cem Belevi) - 2017: Hich (mit Masoud Sadeghloo) - 2018: Arzular Arsız - 2018: Yağmur (mit Aytaç Kart) - 2018: Şehrin Yolu (mit Feride Hilal Akın) - 2018: Bir Yola Çıktım (mit Enbe Orkestrası) - 2018: Bilmece - 2019: Hançer (Akustik) - 2019: Neredesin Sen - 2019: Kirli Kadeh - 2019: Farzet - 2020: Olur Olur - 2020: Dünya Senin | - 2020: Kalbimin Kapısı - 2021: Dönme - 2021: Mecnun (mit Enbe Orkestrası) - 2021: Adım Adım (mit Ezgi Kosa) - 2021: Darmadağın - 2022: Rüzgarım Seninle Esse - 2022: Mask (mit Farzad Farzin) - 2022: Resim (mit Faruk Sabancı) - 2022: Aşk Tohumu (mit Alper Atakan) - 2022: Masal - 2023: Hiç Unutma (mit Sinan Akçıl) - 2023: Yasak Elma - 2023: Sorma - 2024: Şahit (mit Ece Mumay) - 2024: Hüzün - 2024: Yol Arkadaşım - 2024: Kadınım (mit Anıl Şallıel) - 2024: İstanbul'da - 2025: Sessiz Fırtına |

Quelle:

### Gastauftritte in Musikvideos
- 2017: Takvim (von Bahadır Tatlıöz; zusammen mit Buray)

### Akustik-Aufnahmen
- 2021: Sen İstanbul'sun (Akustik) (Original: Gökhan Türkmen)
- 2021: Yalnızlık (Akustik) (Original: Gülben Ergen)
- 2021: Belki Üstümüzden Bir Kuş Geçer (Akustik) (Original: Yüksek Sadakat)
- 2021: Sen Ağlama (Akustik) (Original: Badem)
- 2021: Adı Aşk Olsun (Akustik) (Original: Gökhan Tepe)
- 2021: Aşk Tohumu (Akustik) (Original: Hande Yener)

## Filmografie
Serien
- 2019: Kalk Gidelim (Gastauftritt)

## Auszeichnungen
- 2015: Altın Kelebek Award in der Kategorie Bester Newcomer